# Брайън Уелч
Брайън Филип Уелч (на английски: Brian Phillip Welch) е китарист и съосновател на групата Корн, мулти-платинена ню метъл група, печелила Грами и силно допринесла за възхода на ню метъл движението. Брайън Уелч е по известен с прякора си Head. В Корн е водещ китарист и беквокал.

## Биография
На 22 февруари 2005 напуска групата след 13 години съвместна дейност, като заявява, че е „избрал Исус Христос за свой Спасител и ще посвети музикалната си дейност на тази кауза“. Покръства се в река Йордан.

## Творчество

### Албуми с Корн
- „Korn“, 1994
- „Life Is Peachy“, 1996
- „Follow the Leader“, 1998
- „Issues“, 1999
- „Untouchables“, 2002
- „Take a Look in the Mirror“, 2003
- „Greatest Hits, Volume 1“, 2004 – сборен албум

### Солови проекти
- Save me from myself (първоначално озаглавен It's Time to See Religion Die)

### Книги
- Save me from myself Архив на оригинала от 2007-10-26 в Wayback Machine., издадена на 3 юли 2007 г.

1. ↑  ola2002152436 //   Посетен на 30 август 2020 г.